# Bukkulla, New South Wales
Bukkulla là một đô thị thuộc New England, New South Wales, Úc.
Bukkulla có cự ly khoảng 30 km (19 dặm) phía bắc Inverell và phía đông bắc Bannockburn trên đường Ashford. Ấp này nằm trong ranh giới của Quận Arrawatta và Inverell Shire, New South Wales, Úc. Ngôi làng có độ cao khoảng 580 mét. Trong cuộc Tổng điều tra năm 2006, có 145 người thường trú tại khu vực Bukkulla.